# Chusty orenburskie

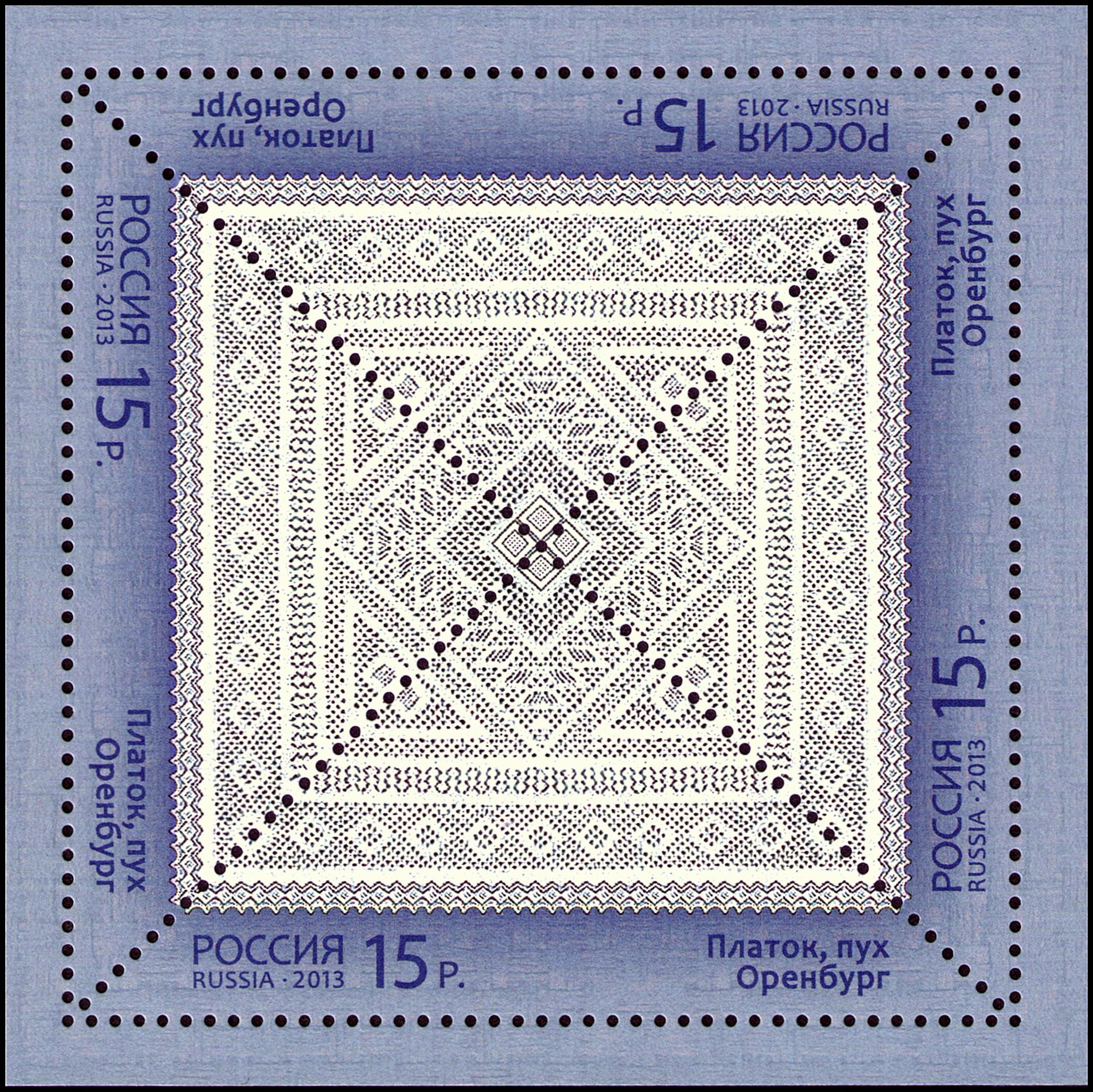
Chusta orenburska na znaczku

Chusty orenburskie – delikatne i miękkie chusty lub szale zrobione z puszystej koziej wełny na drutach lub maszynowo, w geometryczne wzory, tradycyjnie białego lub szarego koloru, pochodzące z rejonu Orenburga. Stanowią  przykład rosyjskiej sztuki ludowej i jeden z symboli Rosji, są artykułem pamiątkarskim kupowanym przez turystów.

## Historia
Chusty orenburskie były i są robione w rejonach wiejskich w okolicach Orenburga od co najmniej XVIII wieku. Ocieplające wełniane szale pod ubraniem nosili już kaukascy jeźdźcy konni. Historia chust jest związana z Kozakami, którzy z kolei podpatrzyli sposób wytwarzania u Kałmuków i Kirgizów. W 1862 roku chusty zostały pokazane podczas międzynarodowych targów w Londynie. Największą popularnością cieszyły się pod koniec istnienia Imperium Rosyjskiego. 
Według legendy w chustach z Orenburga zakochała się Katarzyna Wielka. Cesarzowa kazała zapłacić kozackiej kobiecie, która zrobiła dla niej szale, ale też rozkazała ją oślepić, aby już nigdy więcej nie mogła zrobić tak pięknych szali dla kogoś innego. Na szczęście kobieta miała córkę, której przekazała swoją wiedzę o robieniu szali.

## Charakterystyka
Tradycyjny szal orenburski jest tak lekki i miękki, że można przeciągnąć go przez obrączkę, stąd w języku angielskim bywa nazywany wedding ring shawl. Ręczne wykonanie na drutach chusty z wzorem, np. inspirowanym płatkami śniegu, trwa miesiąc lub dłużej, nawet pół roku. Gotowa chusta jest rozciągana na tamborku, aby nabrała odpowiedniego kształtu. Dobrej jakości chusta staje się puszysta dopiero w miarę noszenia. Sztuka ręcznego wyrobu chust jest przekazywana z pokolenia na pokolenie. 
Rodzaje orenburskich chust i szali:
- proste, najczęściej szare, grube gęste ciepłe chusty do codziennego użytku jako ochraniające przed zimnem,
- ozdobne ażurowe, miękkie, cienkie jak pajęczyna, białe, robione z cieniutkiej przędzy, wzorzyste, zakładane na specjalne okazje jako elegancki dodatek do ubioru, a nie do ogrzania ciała.

## Wyrób
Do wyrobu chust używa się puszystej wełny wyczesywanej ze specjalnej rasy rogatych kóz, wypasanych na orenburskich stepach w klimacie charakteryzującym się mroźnymi i śnieżnymi zimami. Dwa razy do roku kozy są myte, po czym wyczesywane, aby pozyskać puszystą sierść. Najpierw przy użyciu grubego grzebienia, a następnie za pomocą cienkiego. Z jednej kozy pozyskuje się 300 do 500 gramów puszystej wełny, czyli mniej więcej tyle, ile przeciętnie potrzeba na jedną chustę. 
Wełniane włókna orenburskich kóz są bardzo cienkie - mają zaledwie 14 do 16 mikrometrów grubości, średnio 15 μm. Po uzyskaniu wełny od kóz, przędzona jest nić. Na gotową nić z koziej wełny nakłada się naturalną nić jedwabną (powstaje tzw. przędza wiązana), co zapewnia trwałość produktu. W przypadku chust produkowanych maszynowo, zamiast kosztownej nici jedwabnej, luksusowe orenburskie włókno wełniane łączy się z nicią ze sztucznego jedwabiu (nylon/wiskoza) lub z innym sztucznym włóknem, aby obniżyć koszty produkcji. 
Fabryka dziewiarska, produkująca maszynowo chusty wzorowane na tradycyjnych ręcznie robionych, powstała w Orenburgu pod koniec lat 30. XX wieku. Obecnie w fabryce produkowane są różne wyroby dziewiarskie o urozmaiconej kolorystyce, nie tylko tradycyjne białe i szare ażurowe chusty czy szale. Wełna do masowej produkcji nie jest już pozyskiwana lokalnie. Także na miejscowych targach oferowane chusty są często robione z wełny pochodzącej z obszarów wołgogradzkiego, ałtajskiego i kaukaskiego, tańszej, lecz o porównywalnej jakości. Oryginalne ręcznie robione chusty z puszystej wełny orenburskich owiec są wytwarzane jedynie chałupniczo na małą skalę. Zarówno hodowla, wypas, jak i pozyskiwanie wełny są zajęciami czaso- i pracochłonnymi. Ręcznie robione chusty i szale są bardziej cenione i znacznie droższe niż te wyprodukowane na maszynach dziewiarskich. 